# Chris Kelly
Christopher "Chris" Kelly, född 11 november 1980 i Toronto, Ontario, är en kanadensisk professionell ishockeyforward som spelar för Ottawa Senators i National Hockey League (NHL). Han har tidigare spelat på NHL-nivå för Boston Bruins och på lägre nivåer för Grand Rapids Griffins och Binghamton Senators i American Hockey League (AHL), HC Red Ice i Nationalliga B (NLB), London Knights och Sudbury Wolves i Ontario Hockey League (OHL) och Muskegon Lumberjacks i United Hockey League (UHL).
Han draftades i tredje rundan i 1999 års draft av Ottawa Senators som 94:e spelare totalt.
Kelly debuterade i NHL med Senators säsongen 2003-2004, efter att ha tillbringat merparten av sin karriär i kanadensiska juniorligor och AHL. Det blev dock bara 4 NHL-matcher under den säsongen, och Kelly blev inte ordinarie i Senators förrän säsongen 2005-2006, då 25 år gammal. Under sin första hela säsong gjorde han 10 mål och 20 poäng på 82 matcher, för att säsongen 2006-2007 öka sin poängproduktion till 15 mål och 23 assist. Han vann Stanley Cup med Boston Bruins för säsongen 2010-2011.
Kelly är en hårt arbetande forward som spelar väl både i offensiven och defensiven. Han är dock ingen forward som spelar i någon av de första kedjorna, utan spelar mest i defensiva kedjor och i box play.

## Statistik
| 1995–1996  | Toronto Marlboros     | GTHL       | 42  | 25  | 45  | 70  | 25  | —  | —  | —  | —  | —  |
| 1996–1997  | Aurora Tigers         | MetJHL     | 49  | 14  | 20  | 34  | 11  | —  | —  | —  | —  | —  |
|            | Vaughan Vipers        | OPJAHL     | 5   | 0   | 0   | 0   | 5   | —  | —  | —  | —  | —  |
| 1997–1998  | London Knights        | OHL        | 54  | 15  | 14  | 19  | 4   | 16 | 4  | 5  | 9  | 12 |
| 1998–1999  | London Knights        | OHL        | 68  | 36  | 41  | 77  | 60  | 25 | 9  | 17 | 26 | 22 |
| 1999–2000  | London Knights        | OHL        | 63  | 29  | 43  | 72  | 57  | —  | —  | —  | —  | —  |
| 2000–2001  | London Knights        | OHL        | 31  | 21  | 34  | 55  | 46  | 3  | 1  | 2  | 3  | 2  |
|            | Sudbury Wolves        | OHL        | 19  | 5   | 16  | 21  | 17  | 12 | 11 | 5  | 16 | 14 |
| 2001–2002  | Muskegon Lumberjacks  | UHL        | 4   | 1   | 2   | 3   | 0   | —  | —  | —  | —  | —  |
|            | Grand Rapids Griffins | AHL        | 31  | 3   | 3   | 6   | 20  | 5  | 1  | 1  | 2  | 5  |
| 2002–2003  | Binghamton Senators   | NHL        | 77  | 17  | 14  | 31  | 73  | 14 | 2  | 3  | 5  | 8  |
| 2003–2004  | Ottawa Senators       | NHL        | 4   | 0   | 0   | 0   | 0   | —  | —  | —  | —  | —  |
|            | Binghamton Senators   | AHL        | 54  | 15  | 19  | 34  | 40  | 2  | 0  | 0  | 0  | 4  |
| 2004–2005  | Binghamton Senators   | AHL        | 77  | 24  | 36  | 60  | 57  | 6  | 1  | 2  | 3  | 11 |
| 2005–2006  | Ottawa Senators       | NHL        | 82  | 10  | 20  | 30  | 76  | 10 | 0  | 0  | 0  | 0  |
| 2006–2007  | Ottawa Senators       | NHL        | 82  | 15  | 23  | 38  | 40  | 20 | 3  | 4  | 7  | 4  |
| 2007–2008  | Ottawa Senators       | NHL        | 75  | 11  | 19  | 30  | 30  | —  | —  | —  | —  | —  |
| 2008–2009  | Ottawa Senators       | NHL        | 82  | 12  | 11  | 23  | 38  | —  | —  | —  | —  | —  |
| 2009–2010  | Ottawa Senators       | NHL        | 81  | 15  | 17  | 32  | 38  | 6  | 1  | 5  | 6  | 2  |
| 2010–2011  | Ottawa Senators       | NHL        | 57  | 12  | 11  | 23  | 27  | —  | —  | —  | —  | —  |
|            | Boston Bruins         | NHL        | 24  | 2   | 3   | 5   | 6   | 25 | 5  | 8  | 13 | 6  |
| 2011–2012  | Boston Bruins         | NHL        | 82  | 20  | 19  | 39  | 41  | 7  | 1  | 2  | 3  | 4  |
| 2012–2013  | Boston Bruins         | NHL        | 34  | 3   | 6   | 9   | 16  | 22 | 2  | 1  | 3  | 19 |
|            | HC Red Ice            | NLB        | 8   | 4   | 5   | 9   | 8   | —  | —  | —  | —  | —  |
| 2013–2014  | Boston Bruins         | NHL        | 57  | 9   | 9   | 18  | 32  | —  | —  | —  | —  | —  |
| 2014–2015  | Boston Bruins         | NHL        | 80  | 7   | 21  | 28  | 48  | —  | —  | —  | —  | —  |
| 2015–2016  | Boston Bruins         | NHL        | 11  | 2   | 0   | 2   | 0   | —  | —  | —  | —  | —  |
| NHL totalt | NHL totalt            | NHL totalt | 751 | 118 | 159 | 277 | 392 | 90 | 12 | 20 | 32 | 37 |
| AHL totalt | AHL totalt            | AHL totalt | 239 | 59  | 72  | 131 | 190 | 27 | 4  | 6  | 10 | 28 |
| NLB totalt | NLB totalt            | NLB totalt | 8   | 4   | 5   | 9   | 8   | —  | —  | —  | —  | —  |
| OHL totalt | OHL totalt            | OHL totalt | 235 | 106 | 148 | 254 | 184 | 53 | 24 | 27 | 51 | 48 |
| UHL totalt | UHL totalt            | UHL totalt | 4   | 1   | 2   | 3   | 0   | —  | —  | —  | —  | —  |